# Korean Ladies Masters
De Korean Ladies Masters was een jaarlijks golftoernooi voor vrouwen in Zuid-Korea, dat deel uitmaakte van de LPGA of Korea Tour en de Ladies European Tour. Het toernooi werd opgericht in 2008 en vond plaats op verschillende golfbanen in Zuid-Korea.

## Winnaressen
| Jaar | Golfbaan                | Stad | Winnares       | Score | Score | Info                                         |
| ---- | ----------------------- | ---- | -------------- | ----- | ----- | -------------------------------------------- |
| 2008 | Saint Four Golf Club    | Jeju | Hee-Kyung Seo  | 202   | –14   | [ 1 ]                                        |
| 2009 | Haevichi Hotel & Resort | Jeju | Hyun-Ji Kim po | 215   | –1    | Won de play-off van So Yeon Ryu en Sarah Lee |
| 2010 | Haevichi Hotel & Resort | Jeju | Hyun-Ji Kim    | 208   | –8    | [ 3 ]                                        |